# 克洛維三世
克洛維三世，（法語：Clovis III；670年—676年），自675年10月起為法兰克人墨洛温王朝的奧斯特拉西亞國王（675年10月－676年）。

## 生平
克洛維三世可能是提烏德里克三世或克洛維二世的兒子，而奧斯特拉西亞貴族則宣稱他是克洛泰爾三世的私生子。675年，當希爾德里克二世被弒殺後，前任紐斯特里亞宮相爾奇諾爾德的兒子萊德西斯的黨派在紐斯特里亞得勢，提烏德里克三世亦逃出囚禁的修道院，再次成為紐斯特里亞和勃艮第國王，由萊德西斯為宮相。
另一方面，奧斯特拉西亞貴族將克洛維三世放上奧斯特拉西亞王位以對抗由奧斯特拉西亞宮相胡夫爾德支持的達格貝爾特二世。此時，前任紐斯特里亞宮相伊布漢從監禁的修道院逃出來，加入克洛維三世的黨派，並希望利用克洛維三世此王位申索者不單與胡夫爾德對立並與希望廢黜提烏德里克三世及除去赫斯塔的丕平。最後他在克洛維三世仍然可以做回紐斯特里亞宮相，並處決了他的政敵萊德西斯及歐坦主教聖萊奧德加爾。

## 死亡
克洛維三世在以喝采方式立為王後不久就死了，期間他從沒依個人意志行使任何權力，只是一個傀儡，有時不被視作墨洛溫王朝的君主。

## 家庭
父親是克洛泰爾三世，而未知母親是何人。他因为年幼而崩，所以没有后代，导致他那边的支系就此断绝。